# Investigação criminal tecnológica
A investigação criminal tecnológica é um termo utilizado para descrever um conjunto de procedimentos e recursos tecnológicos utilizados pelas polícias judiciárias (Polícia Civil e Polícia Federal) para incrementar os resultados da atividade investigativa.
O tema tem sido abordado em livros, artigos, pesquisas e Congressos, bem como a disciplina tem sido oferecida em Academias de Polícia das polícias civis de diversos estados.
De acordo com a obra Tratado de Investigação Criminal Tecnológica, coordenada por Higor Vinicius Nogueira Jorge, referida modalidade de investigação pode ser conceituada como: "conjunto de recursos e procedimentos, baseados na utilização da tecnologia, que possui o intuito de proporcionar uma maior eficácia na investigação criminal, principalmente por intermédio da inteligência cibernética, dos equipamentos e softwares específicos que permitem a análise de grande volume de dados, a identificação de vínculos entre alvos e a obtenção de informações impossíveis de serem agregadas de outra forma, da extração de dados de dispositivos eletrônicos, das novas modalidades de afastamento de sigilo e da utilização de fontes abertas".